# Zespół Aarskoga
Zespół Aarskoga (dysplazja twarzowo-genitalna, zespół Aarskoga-Scotta, ang. Aarskog-Scott syndrome, AAS, faciogenital dysplasia) – rzadki zespół wad wrodzonych, na którego obraz kliniczny składają się niskorosłość, cechy dysmorficzne twarzy, wady kośćca i narządów płciowych.

## Etiologia
Przyczyną choroby jest mutacja w genie FGDY1 w locus Xp11.21.

## Fenotyp
Chorzy z zespołem Aarskoga wykazują szereg zmiennych cech, które mogą dodatkowo ulegać zmianie z wiekiem. Obok niskorosłości występuje u nich szereg cech dysmorficznych twarzy: hiperteloryzm oczny, okrągła twarz, ptoza, "wdowi szpic", antymongoloidalne ustawienie szpar powiekowych, przodopochylenie nozdrzy, szeroka rynienka podnosowa; ponadto stwierdza się nadmierną ruchomość w stawach i podzieloną mosznę z fałdem skórnym nad prąciem. Może wystąpić wnętrostwo. Defekty kostne typowe dla zespołu Aarskoga to brachydaktylia z hipoplazją dystalnych paliczków, wady kręgów szyjnych i dodatkowe żebra.

## Historia
Jako pierwszy zespół opisał w 1970 roku Dagfinn Aarskog, norweski pediatra i genetyk. Charles I. Scott, Jr., amerykański genetyk, przedstawił drugi opis w 1971 roku.